# Parafia Wniebowstąpienia Pańskiego w Strabli
Parafia pw. Wniebowstąpienia Pańskiego w Strabli – parafia katolicka należąca do dekanatu bielskiego, diecezji drohiczyńskiej, metropolii białostockiej.

## Obszar parafii

### Miejscowości i ulice
W granicach parafii znajdują się miejscowości: 

- Doktorce,
- Husaki,
- Jacewicze,
- Lesznia,
- Łapcie,
- Łyse,
- Mulawicze,
- Olszanica,
- Plutycze,
- Samułki Duże,
- Samułki Małe,
- Strabla
- Wiktorzyn.